# Cratere Shennong
Shennong è un cratere sulla superficie di Cerere.